# Documentación de la lengua
La documentación de la lengua es el proceso por medio del cual se documenta una lengua desde un punto de vista lingüístico. Su propósito es el de «proporcionar un registro detallado de las prácticas lingüísticas que caracterizan a una comunidad de hablantes». La documentación de la lengua busca crear el registro más completo posible de la comunidad de hablantes para la posteridad  y para la revitalización de la lengua. La documentación de la lengua también proporciona una base más firme para el análisis lingüístico, ya que crea un conjunto de materiales de una lengua en particular que se pueden utilizar como referencia y sobre los cuales se pueden basar las afirmaciones que se hagan acerca de la estructura de dicha lengua.

## Métodos
Generalmente los pasos incluyen el grabar, transcribir (a menudo utilizando el Alfabeto Fonético Internacional y/o «la ortografía práctica» inventada para esa lengua), la anotación y el análisis, la traducción a una lengua de mayor uso, el archivar y la diseminación. La creación de buenos registros durante el proceso de la descripción de una lengua es crítica para el proyecto de la documentación de la lengua. Estos materiales se pueden archivar, aunque no todo tipo de archivo es igualmente idóneo para preservar materiales lingüísticos en diferentes formatos tecnológicos ni tiene la misma accesibilidad para todos los posibles usuarios.
La documentación de la lengua complementa la descripción de la lengua, cuyo objetivo es el de describir el sistema abstracto de estructuras y reglas de una lengua por medio de una gramática o un diccionario. El preparar una buena documentación que incluya grabaciones con transcripciones y posteriormente una colección de textos y un diccionario, el lingüista puede hacer mejor su propio trabajo y puede también proporcionar materiales para uso de los hablantes de la lengua. Las nuevas tecnologías hacen posibles mejores grabaciones con mejores descripciones. Todo esto se puede guardar en archivos digitales como AILLA o PARADISEC y ponerse a la disponibilidad de los hablantes con facilidad. 
La documentación de la lengua también ha dado origen a nuevas publicaciones especializadas, tales como la publicación Language Documentation & Conservation (Documentación y Conservación de Lenguas) y la serie anual de libros Language Documentation and Description (Documentación y Descripción de Lenguas).

## Tipos de descripción de lenguas
La descripción de lenguas, dentro del campo lingüístico, puede dividirse en cuatro distintas ramas de especialización, incluyendo:
•	Fonética, el estudio de los sonidos de las lenguas humanas
•	Fonología, el estudio del sistema de sonidos de una lengua
•	Morfología, el estudio de la estructura interna de las palabras
•	Sintaxis, el estudio de cómo las palabras se combinan para formar oraciones gramaticales 
•	Semántica, el estudio del significado de las palabras (semántica léxica) y cómo estas se combinan para darle significado a una oración 
•	Lingüística histórica, el estudio de las lenguas cuya relación histórica se reconoce a través de similitudes en su vocabulario, formación de palabras y sintaxis
•	Pragmática, el estudio de cómo los hablantes utilizan la lengua
•	Estilística, el estudio del estilo en la lengua
•	Paremiografía, la recopilación de proverbios y dichos

## Campos de investigación relacionados
•	Lingüística descriptiva
•	Ortografía el estudio de las lenguas escritas
•	Lexicografía, el estudio y la práctica de la elaboración de diccionarios
•	Fonología, el estudio de la descripción del sistema de sonidos de una lengua
•	Etimología, el estudio de cómo las palabras adquieren su significado
•	Lingüística antropológica
•	Archivo de la lengua